# Eleições estaduais em São Paulo em 1966
As eleições estaduais em São Paulo em 1966 ocorreram em duas fases, conforme previa o Ato Institucional Número Três. Assim, a eleição indireta do governador Abreu Sodré e do vice-governador Hilário Torloni foi realizada em 3 de setembro, e a eleição direta do senador Carvalho Pinto, 59 deputados federais e 115 estaduais ocorreu em 15 de novembro, sob um receituário válido para 22 estados e os territórios federais do Amapá, Rondônia e Roraima.
O processo sucessório paulista teve início com a cassação do governador Ademar de Barros, em 6 de junho de 1966, por decisão do presidente Humberto Castelo Branco. Com os direitos políticos suspensos por dez anos, Ademar emitiu nota lamentando o fato e deixou o Palácio dos Bandeirantes. Pouco depois, a Assembleia Legislativa de São Paulo reuniu-se para empossar o vice-governador Laudo Natel. Natural de São Manuel, ele era formado em economia na Universidade de São Paulo, trabalhara no Banco Noroeste e no Bradesco e fora tesoureiro e presidente do São Paulo Futebol Clube, antes de ser eleito vice-governador pelo PR em 1962. Seu mandato como governador durou cerca de oito meses, até transmitir o cargo a Abreu Sodré. Quanto a Ademar, este faleceu em Paris em 1969, deixando seu capital político nas mãos de Ademar de Barros Filho, químico e empresário detentor de seis mandatos de deputado federal e que, durante o bipartidarismo, trocou o MDB pela ARENA.
Natural da cidade de São Paulo, o governador Abreu Sodré formou-se advogado na Universidade de São Paulo, em 1942. Fundador da UDN, foi secretário-geral do diretório paulista sendo eleito deputado estadual nos anos de 1950, 1954 e 1958, até que subiu à presidência da Assembleia Legislativa de São Paulo em 1961. Derrotado ao disputar uma cadeira no Senado Federal em 1962, foi simpático à deposição do presidente João Goulart e ao Regime Militar de 1964 que agora lhe confere o governo do estado de São Paulo via ARENA, encerrando assim um período superior a duas décadas onde vigorava uma polarização entre Ademar de Barros e Jânio Quadros. Quanto à Assembleia Legislativa de São Paulo, esta não escolhia um governador por via indireta desde 1937, com a vitória de José Joaquim Cardoso de Melo Neto.
Para vice-governador foi escolhido Hilário Torloni, eleito deputado estadual via PRP em 1950 e 1954 e via PSP em 1958 e 1962.

## Resultado da eleição para governador
A eleição ficou a cargo da Assembleia Legislativa de São Paulo numa sessão presidida pelo deputado Francisco Franco e na qual nenhum membro do MDB compareceu.
| Candidatos a governador do estado | Candidatos a vice-governador | Número | Coligação             | Votação | Percentual |
| --------------------------------- | ---------------------------- | ------ | --------------------- | ------- | ---------- |
| Abreu Sodré ARENA                 | Hilário Torloni ARENA        | -      | ARENA (sem coligação) | 81      | 98,78%     |
| Fontes:                           |                              |        |                       |         |            |

## Biografia do senador eleito

### Carvalho Pinto
Também paulistano e diplomado pela Universidade de São Paulo em 1931, Carvalho Pinto foi assessor jurídico de Prestes Maia e Abraão Ribeiro na prefeitura de São Paulo durante nove anos, a partir de 1938. Professor da Pontifícia Universidade Católica de São Paulo, aproximou-se de Jânio Quadros, de quem foi secretário de Finanças na prefeitura de São Paulo e, mais tarde, secretário de Fazenda no governo paulista. Eleito governador de São Paulo pelo PDC, com o apoio de Jânio Quadros, em 1958, tornou-se ministro da Fazenda do governo João Goulart em 21 de junho de 1963, permanecendo seis meses no cargo. Com a queda de João Goulart e a ascensão dos militares ao poder, houve a outorga do bipartidarismo e, com isso, Carvalho Pinto foi eleito senador pela ARENA em 1966.

## Resultado das eleições para senador
Com informações oriundas do Tribunal Superior Eleitoral e da Fundação SEADE, que apontam a ocorrência de 3 053 073 votos válidos, 445 033 votos em branco e 581 705 votos nulos, evidenciando um comparecimento de 4 079 811 eleitores.
| Candidatos a senador da República | Candidatos a suplente de senador | Número | Coligação             | Votação   | Percentual |
| --------------------------------- | -------------------------------- | ------ | --------------------- | --------- | ---------- |
| Carvalho Pinto ARENA              | Virgílio Lopes da Silva ARENA    | -      | ARENA (sem coligação) | 1.947.899 | 63,80%     |
| Araripe Serpa MDB                 | Wilson Costa MDB                 | -      | MDB (em sublegenda)   | 750.477   | 24,58%     |
| Mário Calazans MDB                | Tito Costa MDB                   | -      | MDB (em sublegenda)   | 246.923   | 8,09%      |
| Dagoberto Sales Filho MDB         | João Salgado Sobrinho MDB        | -      | MDB (em sublegenda)   | 107.774   | 3,53%      |
| Fontes:                           |                                  |        |                       |           |            |

## Deputados federais eleitos
São relacionados os candidatos eleitos com informações complementares da Câmara dos Deputados.

Representação eleita
  ARENA: 32
  MDB: 27

| Deputados federais eleitos | Partido | Votação | Percentual | Cidade onde nasceu       | Unidade federativa |
| Edmundo Monteiro           | ARENA   | 107.300 |            | São Paulo                | São Paulo          |
| Cunha Bueno                | ARENA   | 93.862  |            | São Paulo                | São Paulo          |
| Herbert Levy               | ARENA   | 81.271  |            | São Paulo                | São Paulo          |
| Franco Montoro             | MDB     | 80.315  |            | São Paulo                | São Paulo          |
| Mário Covas                | MDB     | 72.922  |            | Santos                   | São Paulo          |
| Ademar de Barros Filho     | MDB     | 68.575  |            | São Paulo                | São Paulo          |
| Oscar Pedroso Horta        | MDB     | 47.816  |            | São Paulo                | São Paulo          |
| Baldacci Filho             | MDB     | 47.216  |            | Caçapava                 | São Paulo          |
| Roberto Cardoso Alves      | ARENA   | 47.003  |            | Aparecida                | São Paulo          |
| Celso Amaral               | ARENA   | 45.050  |            | Assis                    | São Paulo          |
| Chaves Amarante            | MDB     | 44.061  |            | Rio de Janeiro           | Rio de Janeiro     |
| Yukishigue Tamura          | ARENA   | 41.919  |            | São Paulo                | São Paulo          |
| Arnaldo Cerdeira           | ARENA   | 41.394  |            | Manaus                   | Amazonas           |
| Israel Dias Novaes         | ARENA   | 38.304  |            | Avaré                    | São Paulo          |
| Evaldo Pinto               | MDB     | 36.854  |            | São Manuel               | São Paulo          |
| Cantídio Sampaio           | ARENA   | 34.733  |            | São Paulo                | São Paulo          |
| Ivete Vargas               | MDB     | 34.491  |            | São Borja                | Rio Grande do Sul  |
| Levi Tavares               | MDB     | 32.827  |            | Juiz de Fora             | Minas Gerais       |
| Anacleto Campanella        | MDB     | 31.660  |            | São Caetano do Sul       | São Paulo          |
| João Batista Ramos         | ARENA   | 31.442  |            | Queluz                   | São Paulo          |
| Amaral Furlan              | MDB     | 30.853  |            | Sertãozinho              | São Paulo          |
| David Lerer                | MDB     | 30.344  |            | São Paulo                | São Paulo          |
| Athiê Jorge Coury          | MDB     | 29.240  |            | Itu                      | São Paulo          |
| Nicolau Tuma               | ARENA   | 28.713  |            | Jundiaí                  | São Paulo          |
| Rui de Almeida Barbosa     | ARENA   | 28.645  |            | São Simão                | São Paulo          |
| Dias Menezes               | MDB     | 28.361  |            | São Paulo                | São Paulo          |
| Ernesto Pereira Lopes      | ARENA   | 27.951  |            | São Paulo                | São Paulo          |
| Ulysses Guimarães          | MDB     | 26.863  |            | Itirapina                | São Paulo          |
| José Resegue               | ARENA   | 26.167  |            | Bariri                   | São Paulo          |
| Antônio Feliciano          | ARENA   | 25.301  |            | Paraibuna                | São Paulo          |
| José Lurtz Sabiá           | MDB     | 23.978  |            | Juazeiro do Norte        | Ceará              |
| Francisco Amaral           | MDB     | 23.724  |            | Campinas                 | São Paulo          |
| Dorival de Abreu           | MDB     | 23.268  |            | São Paulo                | São Paulo          |
| Ferraz Egreja              | ARENA   | 22.413  |            | Cristina                 | Minas Gerais       |
| Armindo Mastrocola         | ARENA   | 22.278  |            | Tabapuã                  | São Paulo          |
| André Broca Filho          | ARENA   | 22.159  |            | Guaratinguetá            | São Paulo          |
| Ortiz Monteiro             | ARENA   | 21.936  |            | São Paulo                | São Paulo          |
| Paulo Abreu                | ARENA   | 21.572  |            | São Paulo                | São Paulo          |
| Padre Godinho              | MDB     | 20.922  |            | Carmo da Cachoeira       | Minas Gerais       |
| Ítalo Fittipaldi           | ARENA   | 20.626  |            | Rio de Janeiro           | Rio de Janeiro     |
| Hamilton Prado             | ARENA   | 20.083  |            | Rio Claro                | São Paulo          |
| Santilli Sobrinho          | MDB     | 20.011  |            | Mineiros do Tietê        | São Paulo          |
| Plínio Salgado             | ARENA   | 18.989  |            | São Bento do Sapucaí     | São Paulo          |
| Maurício Goulart           | MDB     | 19.182  |            | Petrópolis               | Rio de Janeiro     |
| Braz Nogueira              | ARENA   | 18.449  |            | Botucatu                 | São Paulo          |
| Hélio Navarro              | MDB     | 18.330  |            | São José do Rio Pardo    | São Paulo          |
| Henrique Turner            | ARENA   | 18.199  |            | Cruzeiro                 | São Paulo          |
| Sussumu Hirata             | ARENA   | 17.964  |            | São Manuel               | São Paulo          |
| Pedro Marão                | MDB     | 17.733  |            | Taquaritinga             | São Paulo          |
| Aniz Badra                 | ARENA   | 17.663  |            | Santa Cruz das Palmeiras | São Paulo          |
| Adalberto Camargo          | MDB     | 17.566  |            | Araraquara               | São Paulo          |
| Prestes de Barros          | MDB     | 16.742  |            | Sorocaba                 | São Paulo          |
| Harry Normanton            | ARENA   | 16.609  |            | Jundiaí                  | São Paulo          |
| Gastone Righi              | MDB     | 16.447  |            | Santos                   | São Paulo          |
| Alceu Carvalho             | MDB     | 16.105  |            | Jaú                      | São Paulo          |
| Nazir Miguel               | ARENA   | 15.794  |            | Conceição da Aparecida   | Minas Gerais       |
| Lacorte Vitale             | ARENA   | 15.405  |            | Presidente Prudente      | São Paulo          |
| Bezerra de Melo            | ARENA   | 15.192  |            | Crateús                  | Ceará              |
| Marcos Kertzmann           | ARENA   | 15.191  |            | São Paulo                | São Paulo          |
| Fontes:                    |         |         |            |                          |                    |

## Deputados estaduais eleitos
Estavam em jogo 115 vagas na Assembleia Legislativa de São Paulo.

Representação eleita
  ARENA: 62
  MDB: 53

| Deputados estaduais eleitos     | Partido | Votação | Percentual | Cidade onde nasceu    | Unidade federativa |
| Fauze Carlos                    | MDB     | 49.247  |            | Catiguá               | São Paulo          |
| Conceição da Costa Neves        | MDB     | 45.018  |            | Juiz de Fora          | Minas Gerais       |
| Paulo Planet Buarque            | ARENA   | 40.285  |            |                       |                    |
| Esmeraldo Tarquínio             | MDB     | 32.520  |            | São Vicente           | São Paulo          |
| José Rosa da Silva              | ARENA   | 29.955  |            |                       |                    |
| Gioia Júnior                    | MDB     | 29.709  |            | Campinas              | São Paulo          |
| Jacinto Figueira Júnior         | MDB     | 28.052  |            | São Paulo             | São Paulo          |
| Blota Júnior                    | ARENA   | 27.454  |            | Ribeirão Bonito       | São Paulo          |
| Salvador Julianelli             | ARENA   | 27.225  |            | São Paulo             | São Paulo          |
| Dulce Braga                     | ARENA   | 23.463  |            | São José do Rio Preto | São Paulo          |
| Camilo Ashcar                   | ARENA   | 21.543  |            |                       |                    |
| Mendonça Falcão                 | MDB     | 20.987  |            | São Paulo             | São Paulo          |
| Solon Borges dos Reis           | ARENA   | 20.959  |            | Casa Branca           | São Paulo          |
| Orlando Zancaner                | ARENA   | 20.862  |            | Catiguá               | São Paulo          |
| Leôncio Ferraz Junior           | MDB     | 20.124  |            |                       |                    |
| Francisco Franco                | ARENA   | 20.087  |            |                       |                    |
| José Felício Castellano         | ARENA   | 18.910  |            | Rio Claro             | São Paulo          |
| Geraldino dos Santos            | MDB     | 18.875  |            |                       |                    |
| Antônio Pinheiro Camargo Júnior | ARENA   | 18.628  |            |                       |                    |
| Diogo Nomura                    | ARENA   | 18.574  |            | Registro              | São Paulo          |
| Juvenal de Campos               | MDB     | 18.502  |            |                       |                    |
| Osvaldo Massei                  | MDB     | 18.311  |            |                       |                    |
| Waldemar Lopes Ferraz           | ARENA   | 17.373  |            |                       |                    |
| Alex Freua Neto                 | MDB     | 16.512  |            |                       |                    |
| Alfeu Gasparini                 | MDB     | 16.511  |            | Batatais              | São Paulo          |
| José Jorge Cury                 | ARENA   | 16.247  |            |                       |                    |
| Semi Jorge Resegue              | ARENA   | 16.147  |            |                       |                    |
| Altimar Ribeiro de Lima         | ARENA   | 16.142  |            |                       |                    |
| Archimedes Lammoglia            | ARENA   | 15.380  |            |                       |                    |
| Francisco Castillon             | ARENA   | 15.299  |            |                       | Espanha            |
| Raul Schwinden                  | MDB     | 15.196  |            |                       |                    |
| Ciro Albuquerque                | ARENA   | 15.078  |            |                       |                    |
| Rui Silva                       | ARENA   | 14.967  |            |                       |                    |
| Januário Mantelli Neto          | ARENA   | 14.899  |            |                       |                    |
| Nabi Abi Chedid                 | ARENA   | 14.858  |            | Ramarith              | Líbano             |
| Paulo de Castro Prado           | ARENA   | 14.707  |            |                       |                    |
| Jamil Gadia                     | MDB     | 14.586  |            |                       |                    |
| Molina Júnior                   | MDB     | 14.446  |            |                       |                    |
| Abílio Nogueira Duarte          | MDB     | 14.426  |            | Assis                 | São Paulo          |
| José Cabral Amazonas            | MDB     | 14.378  |            |                       |                    |
| Fernando Perrone                | MDB     | 14.115  |            | Passa Quatro          | Minas Gerais       |
| Álvaro Simões de Souza          | MDB     | 13.912  |            |                       |                    |
| Antônio Morimoto                | ARENA   | 13.844  |            | Promissão             | São Paulo          |
| Antônio Salim Curiati           | ARENA   | 13.806  |            | Avaré                 | São Paulo          |
| Aurélio Rosalindo de Campos     | MDB     | 13.726  |            | Santos                | Minas Gerais       |
| Oswaldo Rodrigues Martins       | MDB     | 13.440  |            |                       |                    |
| Wadih Helu                      | ARENA   | 13.276  |            | Tatuí                 | São Paulo          |
| Manoel Marcondes Filho          | ARENA   | 13.259  |            |                       |                    |
| Lúcio Casanova Neto             | ARENA   | 12.925  |            | Sertãozinho           | São Paulo          |
| Pedro Geraldo Costa             | ARENA   | 12.908  |            |                       |                    |
| Pedro Carolo                    | ARENA   | 12.783  |            | Pontal                | São Paulo          |
| Paulo Nakandakare               | MDB     | 12.743  |            | Itariri               | São Paulo          |
| Fausto Tomaz de Lima            | MDB     | 12.514  |            |                       |                    |
| José Calil                      | ARENA   | 12.408  |            |                       |                    |
| Chopin Tavares de Lima          | MDB     | 12.381  |            | Itapetininga          | São Paulo          |
| Nagib Chaib                     | ARENA   | 12.370  |            |                       |                    |
| Jamil Assuf Dualibi             | ARENA   | 12.354  |            |                       |                    |
| Nelson Pereira                  | ARENA   | 12.332  |            | São Paulo             | São Paulo          |
| Mário Teles                     | ARENA   | 11.984  |            | São Paulo             | São Paulo          |
| Ary da Silva                    | MDB     | 11.976  |            |                       |                    |
| Avelino Júnior                  | MDB     | 11.970  |            |                       |                    |
| Antônio Leite Carvalhaes        | ARENA   | 11.938  |            | São José do Rio Pardo | São Paulo          |
| Jacob Salvador Zveibil          | ARENA   | 11.931  |            |                       |                    |
| Maluly Neto                     | MDB     | 11.907  |            | Fartura               | São Paulo          |
| Jayme Daige                     | MDB     | 11.825  |            |                       |                    |
| Valério Giuli                   | MDB     | 11.731  |            |                       |                    |
| Amaral Gurgel                   | ARENA   | 11.712  |            |                       |                    |
| Sinval Antunes de Souza         | ARENA   | 11.595  |            |                       |                    |
| Joaquim Gouvêa Franco Júnior    | ARENA   | 11.577  |            |                       |                    |
| César Arruda Castanho           | MDB     | 11.515  |            |                       |                    |
| Fernando Pires da Rocha         | MDB     | 11.498  |            |                       |                    |
| Shiro Kyono                     | ARENA   | 11.431  |            | Yamaguchi             | Japão              |
| Nicola Avallone Junior          | ARENA   | 11.421  |            | Bauru                 | São Paulo          |
| Benedito Matarazzo              | ARENA   | 11.332  |            |                       |                    |
| Murilo de Souza Reis            | ARENA   | 11.171  |            |                       |                    |
| Fábio Máximo de Macedo          | MDB     | 11.101  |            |                       |                    |
| Orestes Quércia                 | MDB     | 10.915  |            | Pedregulho            | São Paulo          |
| Renato Cordeiro                 | ARENA   | 10.852  |            |                       |                    |
| Ademar Monteiro Pacheco         | MDB     | 10.846  |            |                       |                    |
| Jurandir Paixão                 | MDB     | 10.841  |            | Limeira               | São Paulo          |
| Egydio João Serrano Martin      | MDB     | 10.355  |            |                       |                    |
| Pedro Pascoal                   | ARENA   | 10.243  |            |                       |                    |
| Nesralla Rubez                  | ARENA   | 10.234  |            |                       |                    |
| Ruy Codo                        | MDB     | 10.190  |            | Santa Gertrudes       | São Paulo          |
| José Costa                      | ARENA   | 10.087  |            |                       |                    |
| Emíio Meneghini                 | MDB     | 10.032  |            |                       |                    |
| Roberto Gebara                  | ARENA   | 9.910   |            | São Paulo             | São Paulo          |
| Sidney Cunha                    | MDB     | 9.862   |            |                       |                    |
| Marcondes Pereira               | MDB     | 9.861   |            |                       |                    |
| Gilberto Siqueira Lopes         | ARENA   | 9.801   |            |                       |                    |
| Urbano Reis                     | MDB     | 9.714   |            |                       |                    |
| Domingos Aldrovandi             | ARENA   | 9.582   |            | Piracicaba            | São Paulo          |
| Domingos Ceravolo               | ARENA   | 9.578   |            |                       |                    |
| Antônio Donato                  | ARENA   | 9.569   |            | São Carlos            | São Paulo          |
| Juvenal Rodrigues de Moraes     | ARENA   | 9.518   |            |                       |                    |
| Rui de Melo Junqueira           | ARENA   | 9.479   |            |                       |                    |
| Olavo Hourneaux de Moura        | MDB     | 9.474   |            |                       |                    |
| Leonardo Barbieri               | MDB     | 9.449   |            |                       |                    |
| Laércio Corte                   | MDB     | 9.346   |            |                       |                    |
| Guilherme de Oliveira Gomes     | ARENA   | 9.213   |            |                       |                    |
| Osvaldo Santos Ferreira         | ARENA   | 9.085   |            |                       |                    |
| Cássio Ciampolini               | ARENA   | 9.062   |            |                       |                    |
| Salim Abdala Thomé              | ARENA   | 8.892   |            |                       |                    |
| Agnaldo de Carvalho Júnior      | ARENA   | 8.871   |            | Recife                | Pernambuco         |
| Roberto Rollemberg              | ARENA   | 8.869   |            | Campinas              | São Paulo          |
| Muzeti Elias Antônio            | MDB     | 8.807   |            |                       |                    |
| Hélvio Nunes da Silva           | ARENA   | 8.767   |            |                       |                    |
| Orlando Jurca                   | MDB     | 8.698   |            |                       |                    |
| Joaquim Jácome Formiga          | MDB     | 8.685   |            |                       |                    |
| João Arruda                     | MDB     | 8.664   |            | São Paulo             | São Paulo          |
| Nadir Kenan                     | MDB     | 8.526   |            |                       |                    |
| Salim Sedeh                     | MDB     | 8.506   |            |                       |                    |
| Lincoln Grillo                  | MDB     | 8.307   |            | Uberlândia            | Minas Gerais       |
| Heitor Maurício de Oliveira     | MDB     | 8.257   |            |                       |                    |
| Hélio Dejtiar                   | MDB     | 8.203   |            |                       |                    |
| Fontes:                         |         |         |            |                       |                    |